# Abdülkerim Durmaz
Abdülkerim Durmaz (* 13. September 1960 in Karagümrük, Istanbul) ist ein ehemaliger türkischer Fußballspieler und -trainer. Durch seine Tätigkeiten für Fenerbahçe Istanbul und Karagümrük SK wird er mit diesen Vereinen assoziiert. Besonderes vom Letzterem wird er von Fan- und Vereinsseiten als einer der bedeutendsten Spieler der Klubgeschichte aufgefasst. Er wird mit dem Europapokal-der-Landesmeister-Erfolg Fenerbahçes gegen den französischen Meister Girondins Bordeaux und der 0:5-Niederlage der türkischen Nationalmannschaft gegen England in Verbindung gebracht. Neben seiner Fußballkarriere fiel er vor allem wegen seines ausschweifenden Nachtlebens auf und war deswegen eine beliebte Figur der Boulevardpresse.

## Spielerkarriere

### Die ersten Jahre und Karagümrük SK
Durmaz kam in Karagümrük, einem Viertel im Istanbuler Stadtteil Fatih, auf die Welt. Hier spielte er wie die meisten Kinder seines Viertels Straßenfußball. Mit 15 Jahren wurde er in die Nachwuchsabteilung des örtlichen Fußballklubs Karagümrük SK aufgenommen. Bei diesem Verein betreute ihn der als Talentschmied bekannte Nachwuchstrainer Osman Odman, der aufgrund seiner vulgären Sprache als Lağım Osman (dt. Kloaken Osman) bezeichnet wurde. Odman ließ Durmaz im Nachwuchs als Mittelstürmer spielen. In dieser Rolle entwickelte sich Durmaz zu einem der besten Stürmer der Jugendliga. So wurde er einige Male Torschützenkönig und seine Mannschaft mehrfacher Pokalsieger.
1978 wurde Durmaz mit 18 Jahren in die Profimannschaft aufgenommen. Sein Profidebüt gab er hierbei in der Drittligapartie gegen Tarsus İdman Yurdu. In der 1. Mannschaft etablierte sich Durmaz schnell als Stammspieler und Leistungsträger. In der Drittligasaison 1979/80 gelang ihm mit Karagümrük die Vizemeisterschaft der 3. Futbol Ligi und damit der Aufstieg in die 2. Futbol Ligi. Obwohl durch eine spontane Entscheidung vom nationalen Fußballverband im Sommer 1980 die 3. Liga aufgelöst und alle Mannschaften in die erweiterte 2. Liga aufgenommen wurden, zählte Karagümrük zu den wenigen Mannschaften, die diesen Aufstieg in die 2. Liga bereits aus eigener Kraft bewältigt hatten.
Nach diesem Aufstieg festigte Durmaz' Team seine Position in der 2. Futbol Ligi und spielte in der Zweitligasaison 1982/83 von Beginn an um die Meisterschaft mit. Durmaz zählte dabei zu den auffälligsten Spielern der Liga, wurde von vielen Tageszeitungen als Spieler der Zweitligahinrunde der Gruppe A gewählt und befand sich in der Torschützenliste dieser Gruppe mit neun Toren auf dem 1. Platz. In der Rückrunde hielt Durmaz seine Form und erzielte teils spektakuläre Tore, wie z. B. das Fallrückziehertor gegen Eyüpspor. Die Saison beendete er mit seiner Mannschaft als Meister der 2. Liga und erreichte damit den Aufstieg in die 1. Lig. Dadurch nahm Karagümrük nach 21 Jahren wieder an der 1. Lig teil. Nach eigenen Angaben wurde Durmaz selbst mit 16 Saisontoren Torschützenkönig der Gruppe A der 2. Lig.
Nach dem Aufstieg gelang es Karagümrük nicht, sich in der 1. Liga zu etablieren. Der Klub rutsche relativ früh in die Abstiegszone und konnte sich trotz zweier Trainerwechsel nicht von dieser befreien. So stieg der Klub bereits nach einer Saison wieder ab. Durmaz absolvierte in dieser Saison 27 der möglichen 24 Ligaspiele seiner Mannschaft und avancierte zu einem der gefragtesten Youngsters der Liga in der Sommertransferperiode 1984. Entgegen seiner bisherigen Spielposition wurde er im Laufe dieser Saison immer mehr auf der Position des Liberos eingesetzt.

### Fenerbahçe Istanbul
Nach dem Abstieg Karagümrüks im Sommer 1984 lieferten sich die beiden Erzrivalen Galatasaray und Fenerbahçe Istanbul ein Wettbieten um Durmaz. Galatasaray einigte sich schnell mit Karagümrük auf eine Ablösesumme und versuchte anschließend Durmaz' Zustimmung zu diesem Wechsel zu gewinnen. Zu diesem Zweck traf sich der damalige Galatasaray-Präsident Ali Uras mit Durmaz persönlich und bot ihm 13 Millionen Türkische Lira Gehalt an. Nach eigenen Angaben teilte Durmaz Uras mit, dass er ein fanatischer Fenerbahçe-Anhänger sei, seit seiner Kindheit nach Möglichkeit jedes Fenerbahçe-Spiel besucht habe und deswegen das Angebot ablehne. Anschließend nahm er das mit acht Millionen Lira deutlich niedriger dotierte Angebot von Fenerbahçe an und wechselte zur neuen Saison zu seinem Wunschverein.
Bei Fenerbahçe wurde er auf Anhieb vom Cheftrainer Todor Veselinović in der Stammmannschaft aufgenommen. Zusammen mit Müjdat Yetkiner, Cem Pamiroğlu, Erdoğan Arıca und İsmail Kartal bildete er in der Saison 1984/85 die Abwehr seiner Mannschaft. Am Saisonende wurde die türkische Meisterschaft gewonnen. Über die gesamte Saison kämpfte die Mannschaft mit Beşiktaş um die Tabellenführung. Am drittletzten Spieltag traf Durmaz' Mannschaft auswärts auf den direkten Meisterschaftsrivalen. Beide Teams gingen punktgleich in diese Begegnung. Am Saisonende beendete Durmaz' Verein punktgleich zu Beşiktaş die Saison aufgrund des besseren Torverhältnisses als Meister. Zudem wurden in dieser Saison der Präsidenten-Pokal und zum dritten Mal in Folge der Marinepokal gewonnen. Mit 41 Pflichtspieleinsätzen wurde Durmaz in dieser Saison einer der Spieler mit den meisten Einsätzen für Fenerbahçe. Er erlebte die erfolgreichste Zeit seiner Karriere und etablierte sich auch in der türkischen Nationalmannschaft als Stammspieler.
Trotz der gewonnenen Meisterschaft ersetzte die Vereinsführung Trainer Veselinović durch den Ungarn Kálmán Mészöly. Unter diesem Trainer traf die Mannschaft im Europapokal der Landesmeister der Saison 1985/86 auf den amtierenden französischen Meister Girondins Bordeaux. Gegen diesen Verein, der damals amtierende Europameister wie Alain Giresse und Patrick Battiston, Jean Tigana in seinen Reihen hatte und zweimal in Folge französischer Meister wurde, wurde Fenerbahçe als krasser Außenseiter gehandelt und dem Klub wenig Chancen auf ein Weiterkommen zugesprochen. Zu diesem Zeitpunkt war das Verhältnis zwischen der Türkei und Frankreich wegen der Anschläge der Asala-Terrororganisation sehr angespannt. Ferner schieden die türkischen Mannschaften ausnahmslos in den europäischen Vereinspokalwettbewerben in der ersten Runde aus. In der ersten Partie, die am 1. September 1985 in Bordeaux gespielt wurde, schaffte Fenerbahçe eine große Überraschung und besiegte Girondins auswärts mit 3:2. Durmaz wurde von der türkischen und französischen Fachpresse als Abwehrchef als einer der Hauptakteure für diesen Erfolg gesehen. Im Rückspiel erspielte sich Durmaz' Mannschaft ein 0:0 und setzte sich damit gegen Girondins durch. Erneut wurde Durmaz als einer der wichtigsten Spieler dieses Erfolges bezeichnet. Dieses Weiterkommen wurde im damaligen türkischen Fußball als großer Erfolg gefeiert und führte auch dazu, dass Durmaz mit diesen Bordeaux-Spielen positiv assoziiert wurde. In der zweiten Runde traf die Mannschaft auf IFK Göteborg. In der ersten auswärts gespielten Partie unterlag Fenerbahçe mit 0:4 deutlich. Dabei wurde besonders der Torhüter Yaşar Duran und die Abwehr um den Abwehrchef Durmaz als Hauptverantwortlicher diese Niederlage bezeichnet. Nachdem der Mannschaftskapitän Onur Kayador in der 67. Minute mit einer roten Karte vom Feld gestellt wurde, sah auch Durmaz in der 70. Minute die Rote Karte. Die UEFA erteilte wegen dieser Partie Durmaz im Nachhinein Spielsperre über drei Partien.
In dieser und der kommenden Saison blieb Durmaz' Mannschaft chancenlos in der Meisterschaft. In der damals gültigen Zwei-Punkte-Regelung belegte man Tabellenplätze die eine Punktedifferenz von weit mehr als 14 Punkten zum jeweiligen Meister aufwiesen. In diesen Spielzeiten verpasste der Verein auch die Qualifikation für die europäischen Pokalwettbewerbe. Nachdem in der Saison 1986/87 sich abzeichnete, dass Fenerbahçe über die Ligaplatzierung sich für keinen europäischen Pokalwettbewerb qualifizieren werde, konzentrierte sich die Mannschaft auf den Türkischen Pokalwettbewerb. Hier traf die Mannschaft im Viertelfinale auf den damals starken Verein Samsunspor. Dieser Verein hatte die letzten drei Begegnungen gegen Fenerbahçe überlegen gewonnen und in zwei dieser Spiele Fenerbahçe gar mit 0:4 zwei der herbsten Niederlagen der Vereinsgeschichte zugefügt. Auch im ersten Spiel des Pokalviertelfinales unterlag Durmaz' Team Samsunspor auswärts mit 0:1. Dadurch riskierte der Verein die Qualifikation für die europäischen Pokalwettbewerbe einerseits und erlebte die vierte Niederlage in Folge gegen Samsunspor. Unter diesen angespannten Umständen lieferten sich beide Teams im Rückspiel, welches am 1. April 1987 vor heimischer Kulisse gespielt wurde, ein packendes Spiel. Fenerbahçe vergab mehrere hochkarätige Tormöglichkeiten und verschoss einen Elfmeter. Das Spiel endete mit 0:0, wodurch sich Samsunspor aufgrund des Hinspielsieges für das Halbfinale qualifizierte. Unmittelbar nach Spielabpfiff kam es zwischen Spielern beider Teams zu einem Handgemenge. Der Torhüter von Samsunspor, Fatih Uraz, hatte sich zu unbeschwert und ausgiebig über den Halbfinaleinzug gefreut, dass er den Unmut einiger Fenerbahçe-Spieler auf sich zog. Dieser Umstand sorgte auf dem Spielfeld zu tumultartigen Situationen, an denen dann Durmaz teilnahm. Als Folge erhielt Durmaz mit weiteren Teamkollegen wie Müjdat Yetkiner, Sedat Karaoğlu und Hasan Özdemir vom nationalen Fußballverband eine Spielsperre von acht Monaten. Durmaz selbst sah die Schuld bei den Spielern Samsunspors, die mit Gesten etc. nach Spielabpfiff die Fenerbahçe-Anhänger provoziert hatten.
Nachdem auch in der Saison 1985/86 Fenerbahçe die Meisterschaft deutlich vergab und zweimal in Folge sich für kein europäisches Pokalwettbewerb qualifizieren konnte, wurde zum Sommer 1988 eine Revision im Mannschaftskader beschlossen. Zu diesem Zweck wurde zur neuen Saison wurde mit Todor Veselinović der Meistertrainer aus der Spielzeit 1984/85 verpflichtet. Zudem verpflichtete der Verein mit dem deutschen Torhüter Toni Schumacher einen international Star. Ferner investierte die Vereinsführung weiter in die Mannschaft und verpflichtete mit Şenol Ustaömer, Oğuz Çetin, Aykut Kocaman, Turhan Sofuoğlu, Hasan Vezir, Hakan Tecimer und Orhan Kapucu Stars bzw. wichtige Youngsters der damaligen Zeit. Einige Spieler die in den vergangenen Spielzeiten negativ aufgefallen waren, sollten nach dem vorsaisonalen Vorbereitungscamp aussortiert und zum Verkauf ausgestellt werden. Durmaz der wegen seines ausschweifenden Nachtlebens zu einer beliebten Figur der Boulevardpresse geworden war und seine Leistungen nicht mehr erbrachte, zog den Unmut vieler Leute im Verein auf sich. Dennoch nahm ihn Veselinović, der Durmaz vor vier Jahren sofort als Stammspieler eingesetzt hatte, Durmaz zum Vorbereitungscamp mit und gab ihm eine letzte Chance. Nach Durmaz' eigenen Aussagen war er diesem Camp derart außer Form, dass er sehr reizbar auftrat und in Trainingseinheiten gegenüber seiner Mitspielern sehr hart in die Zweikämpfe ging. So wurde er von Veselinović zur Beherrschung ermahnt. Durmaz reagierte auf diesen Hinweis gereizt und verließ ohne Ankündigung bzw. Abmeldung die Trainingseinheit. Nach eigenen Aussagen bat er den damaligen Vereinspräsidenten Tahsin Kaya um seinen Verkauf.

### MKE Ankaragücü bis Güngören Belediyespor
Im Sommer 1988 verließ Durmaz nach vier Jahren Fenerbahçe und wechselte innerhalb der 1. Lig zu MKE Ankaragücü. Nachdem er hier sich während einer Saison nicht etablieren konnte, wechselte er nach einer Saison zu Sakaryaspor. Auch bei Sakaryaspor gelang es Durmaz ebenso nicht, sich innerhalb der Mannschaft zu etablieren. Zum Sommer 1990 verließ er diesen Klub. Die nachfolgenden zwei Spielzeiten seiner Karriere blieben undokumentiert. Zur Saison 1992/93 trat Durmaz dem Istanbuler Zweitligisten Zeytinburnuspor bei. Mit diesem Verein beendete er die Zweitligasaison 1992/93 als Vizemeister und stieg in die 1. Lig auf. Obwohl dieser Vereinsführung dieses Vereins Durmaz im Kader behalten wollte, lehnte dieser eine Vertragsverlängerung ab und wechselte zu seinem ersten Verein Karagümrük. Bei dem damaligen Drittligisten spielte Durmaz zwei Spielzeiten lang und schaffte nicht den Aufstieg in die 2. Lig. So verließ er Karagümrük im Sommer 1995, spielte eine Spielzeit für Güngören Belediyespor und beendete anschließend zum Saisonende 1995/96 seine Karriere.

### Nationalmannschaft
Durmaz' Nationalmannschaftskarriere begann erst nach seinem Wechsel zu Fenerbahçe Istanbul. Erst hier fiel er den Verantwortlichen der türkischen U-21-Nationalmannschaft auf, die ihn in den Kader für eine anstehende Testpartie nominierten. So gab Durmaz gegen die U-21-Nationalmannschaft der UdSSR sein allgemeines Länderspieldebüt.
Im September 1984 wurde er vom amtierenden Nationalcoach Candan Tarhan in den Kader der türkischen A-Nationalmannschaft berufen und gab im Freundschaftsspiel gegen Polen sein A-Länderspieldebüt. Bis zum Frühling 1986 kam Durmaz zu zehn weiteren Länderspieleinsätzen. Er verdrängte hier den langjährigen Kapitän, Rekordspieler und Libero der Nationalmannschaft Fatih Terim und spielte die nachfolgenden zwei Jahre auf dieser Position.
Er zählte zu den Spielern, die sich bei zwei der bittersten Niederlagen der türkischen Nationalmannschaft im Mannschaftsaufgebot befanden. Am 14. November 1984 verlor die Mannschaft im WM-1986-Qualifikationsspiel vor heimischer Kulisse gegen die englische Nationalmannschaft mit 0:8. Durmaz saß bei dieser Begegnung verletzungsbedingt auf der Ersatzbank und blieb deshalb von den Kritiken verschont. Im Rückspiel unterlag das Team erneut England, dieses Mal mit 0:5. In dieser Partie spielte Durmaz über die volle Spiellänge und machte gegen den damals unbekannten englischen Stürmer Gary Lineker, welcher sein Länderspieldebüt gab, grobe Stellungsfehler. Lineker überwand die von Durmaz geleitete türkische Abwehr mit einfachen Doppelpässen und erzielte drei Tore. Nach der Partie wurde Durmaz zusammen mit seinem Teamkollegen Yaşar Duran von der türkischen Fachpresse als Hauptverantwortlicher für diese herbe Niederlage dargestellt.

## Trainerkarriere
Durmaz nahm bereits 1990, noch zu seiner Zeit als aktiver Fußballspieler, an einem vom deutschen Trainer Jupp Derwall geleiteten Trainerseminar teil, und erhielt hier seine Trainerlizenz.
Im Anschluss an seiner Fußballerkarriere begann er seine Trainerlaufbahn und übernahm als erste Tätigkeit den Verein seines Viertels, Karagümrük SK. Im Januar 1997 trat er von seinem Amt zurück. Sein Klub verpasste den Klassenerhalt der 3. Futbol Ligi und stieg das erste Mal in seiner Historie in die Amateurliga ab. Nachdem Durmaz etwa zwei Jahre nicht mehr als Trainer gearbeitet hatte, übernahm er im Sommer 1999 mit Güngören Belediyespor einen weiteren Klub, bei dem er auch als Spieler tätig gewesen war. Im März 2000 verließ er diesen Klub wieder. Zum nächsten Sommer übernahm er mit Eyüpspor einen weiteren Istanbuler Klub, verließ diesen aber bereits zum September 2000.
Im Oktober 2001 übernahm er zum zweiten Mal Karagümrük. Den damaligen Viertligisten führte er zur Meisterschaft der Saison 2001/02 und damit zum Aufstieg in die 2. Futbol Ligi B Kategorisi, die damals dritthöchste türkische Spielklasse. Nach diesem Erfolg trainierte er seine Mannschaft in dieser Liga bis zum Januar 2003 und verließ anschließend diesen Klub. Direkt im Anschluss an diese Tätigkeit übernahm er zum zweiten Mal Güngören Belediyespor und trainierte diesen Verein bis zum Saisonende.
Gegen Ende der Saison 2004/05 übernahm er im März 2005 den Viertligisten Kasımpaşa Istanbul. Nach Karagümrük führte er auch diesen Klub zur Meisterschaft der TFF 3. Lig und damit zum Aufstieg in die 2. Futbol Ligi B Kategorisi. Auch bei diesem Klub blieb er auch in der 2. Liga, verließ aber den Verein zur Winterpause 2005/06.
Ab Sommer 2006 begann Durmaz auch außerhalb Istanbuls als Trainer zu arbeiten und betreute der Reihe nach die Viertligisten Kahramanmaraşspor, Mersin İdman Yurdu und Adana Demirspor.
Anschließend trainierte er von Januar 2010 bis Mai 2011 den Istanbuler Drittligisten Pendikspor. Im Sommer 2012 übernahm er den Drittligisten Istanbul Güngörenspor, welcher ehemals Güngören Belediyespor hieß, zum dritten Mal und betreute diesen bis zum Januar 2013.

## Trivia
- Durmaz war als sehr körperbetonter und aggressiver Spieler bekannt. Um seinem Team einen Vorteil zu verschaffen, beging er auch Unsportlichkeiten. Nach eigenen Aussagen hatte er diese Widerwärtigkeiten von seinem Nachwuchstrainer Osman Odman gelernt bzw. übernommen. Dieser wurde aufgrund seiner vulgären Art und seiner zu Spielerzeiten unfairen Spielweise als Lağım Osman (dt. Kloaken Osman) bezeichnet.[2]

- Durmaz ist seit Anfang der 2000er Jahre ein geläuterter Moslem. Obwohl er aus keiner religiösen Familie stammte und zeitlebens als Lebemann verschrien war, erlebte er diesen Sinneswandel. Nach eigenen Aussagen half der Glaube Durmaz, ein besseres Leben zu führen und ein besserer Mensch zu werden.

- Durmaz ist bekannt dafür, offen über seine Fußballspielerkarriere zu sprechen und seine Fehler und die Leistung seiner Mannschaft selbstironisch zu erzählen. So widersprach er in einem Fernsehinterview der Moderatorin, die zuvor von fehlender Konstanz der türkischen Nationalmannschaft zu Durmaz' Zeiten sprach, dadurch, dass er der türkischen Nationalmannschaft der damaligen Zeit sehr wohl eine Konstanz zusprach, und zwar die Konstanz, ständig zu verlieren.[14] Im gleichen Interview erklärte er, dass er die 0:5-Auswärtsniederlage gegen die Englische Nationalmannschaft gegenüber der Fachpresse damals scherzhaft damit verteidigte, dass die Mannschaft im Gegensatz zum Hinspiel, welches die Türkei zuhause mit 0:8 verloren hatte, drei Tore weniger kassiert hätte.

## Erfolge

### Als Spieler
Karagümrük SK
- Vizemeister der TFF 2. Lig und Aufstieg in die TFF 1. Lig: 1979/80
- Meister der TFF 1. Lig und Aufstieg in die Süper Lig: 1982/83

Fenerbahçe Istanbul
- Türkische Meisterschaft: 1984/85
- Präsidenten-Pokalspieler: 1984/85
- Marinepokalsieger: 1984/85
- TSYD-Istanbul-Pokalsieger: 1985/86, 1986/87

Zeytinspor
- Vizemeister der TFF 1. Lig und Aufstieg in die Süper Lig: 1992/93

### Als Trainer
Karagümrük SK
- Vizemeister der TFF 3. Lig und Aufstieg in die TFF 2. Lig: 2001/02

Kasımpaşa Istanbul
- Vizemeister der TFF 3. Lig und Aufstieg in die TFF 2. Lig: 2004/05